# Shirley Caesar

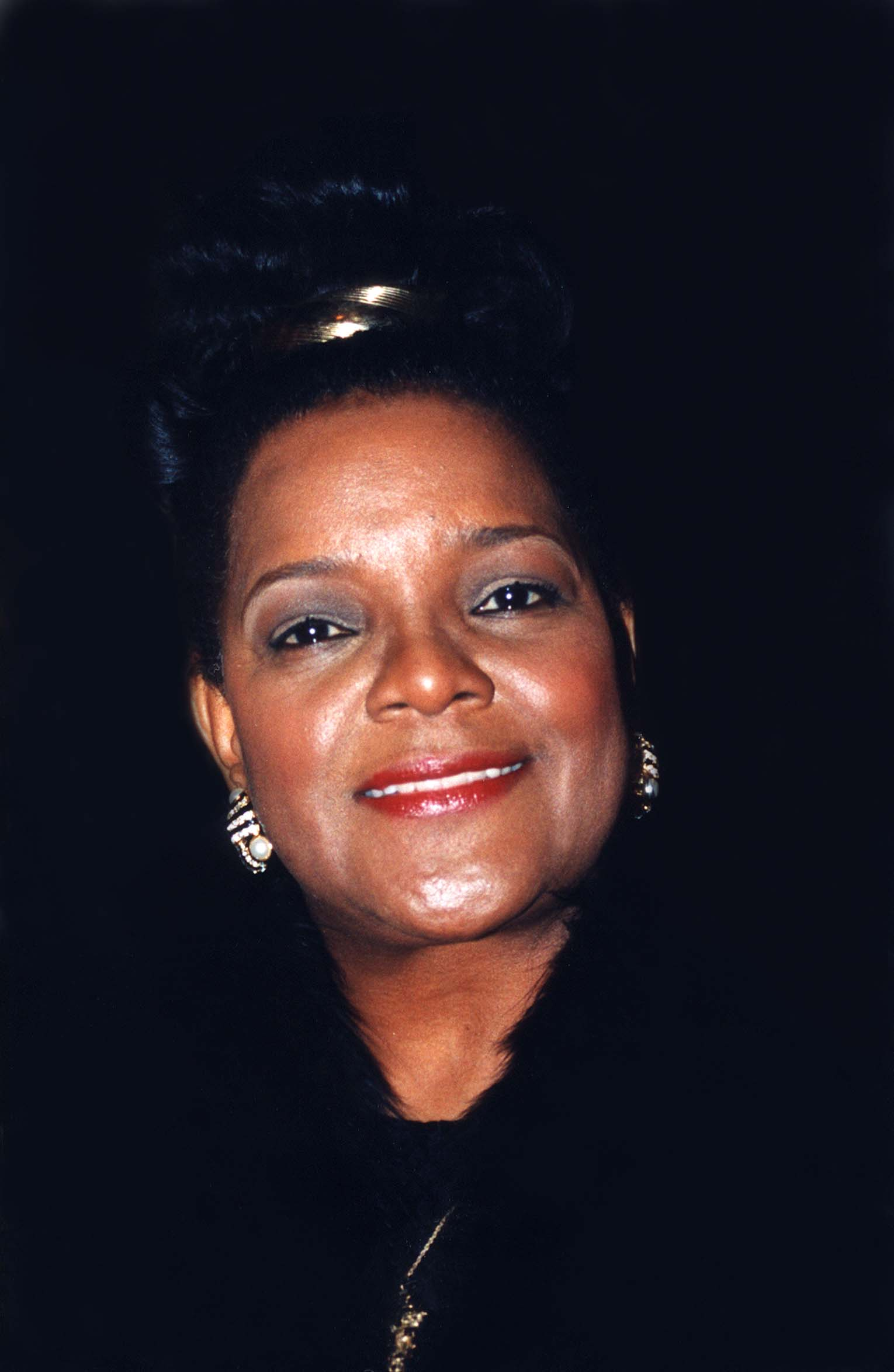
Shirley Caesar (1997)

Shirley Caesar (* 13. Oktober 1938 in Durham, North Carolina) ist eine US-amerikanische Gospelsängerin. Sie ist bekannt als die „First Lady der Gospelmusik“. Ihre Karriere begann in den 1960er Jahren als Mitglied der Gospelband The Caravans. Von den 1980ern bis in die 2010er Jahre hinein gehörte sie zu den erfolgreichsten Gospelsängerinnen. Von der Recording Academy wurde sie mit 11 Grammys und dem Lifetime Achievement Award ausgezeichnet.

## Biografie
Der Vater von Shirley Caesar war ein Geschäftsmann, engagierte sich aber nebenher als Prediger und Kirchensänger. Als Kind sang sie ebenfalls in seinem Gospelchor. Er starb, als sie sieben Jahre alt war. In ihrer Kindheit und Jugend verdiente sie unter dem Namen „Baby Shirley“ als Kirchensängerin Geld zum Haushalt dazu. Eine Zeitlang schloss sie sich der Gruppe von Prediger Leroy Johnson an und mit 13 Jahren machte sie ihre erste Plattenaufnahme. Fünf Jahre später ging sie für ein Studium der Wirtschaftspädagogik ans North Carolina State College. Als 1958 die weibliche Gospelgruppe The Caravans in ihrer Heimatstadt Durham auftrat, bekam sie die Chance, für eine ausgefallene Sängerin einzuspringen. Die Chorleiterin wollte sie daraufhin aufnehmen und sie stellte ihr Studium zurück und schloss sich der Gesangsgruppe als festes Mitglied an. Wenn sie nicht mit den Caravans unterwegs war, trat sie als singende Predigerin auf und machte 1961 weitere Soloaufnahmen.
1966 trennte sie sich schließlich von der Gruppe und begann ihre eigene Karriere. Sie gründete die Shirley Caesar Singers und unterschrieb 1969 einen Plattenvertrag mit HOB Records. Ihren Solodurchbruch hatte sie 1971 mit einer Aufnahme von Put Your Hand in the Hand of the Man from Galilee, ein Top-2-Hit im selben Jahr für die Band Ocean. Ihre Version wurde mit einem Grammy Award für die beste Soul-Gospel-Darbietung ausgezeichnet. Eine weitere Coverversion, No Charge, ein US-Country-Hit von Melba Montgomery und ein Nummer-1-Hit für J. J. Barrie in England, brachte ihr vier Jahre später eine Platzierung in den offiziellen Singlecharts. 1977 schaffte sie mit ihrem Debütalbum First Lady den Einstieg in die damals auch Soul und Gospel abdeckenden R&B-Charts. 
Bis zum Ende des Jahrzehnts etablierte sie sich in der Gospelszene und 1981 gewann sie ihren ersten von insgesamt 15 Dove Awards für ihr Album Rejoice. Der Titelsong brachte ihr den zweiten Grammy. Gleichzeitig schloss sie spät ihr Studium ab und wurde später Pastorin in ihrer Heimatstadt zusammen mit ihrem Ehemann Bishop Harold Ivory Williams. Ende der 1980 saß sie auch vier Jahre lang im Stadtrat von Durham.
Als 1983 die Gospel-Albumcharts von Billboard eingeführt wurden, gehörte Shirley Caesar über zwei Jahrzehnte zu den führenden Interpretinnen mit 3 Nummer-eins- und mehr als einem Dutzend Top-10-Alben. Drei weitere Grammys bekam sie für Gospel-Darbietungen und ab 1993 sechs Auszeichnungen für Alben. In den 2000er Jahren ließen ihre Aktivitäten nach, obwohl sie mit Studioalben und Kompilationen erfolgreich blieb. 2013 gelang ihr einmalig mit dem Album Good God auch der Einstieg in die offiziellen Albumcharts. 2016 wurde ein Video ein viraler Hit, der ihren damals aktuellen Song Hold My Mule verwendete. Ihr Original wurde daraufhin ihr erster Nummer-1-Gospelhit und sie erhielt so viel Aufmerksamkeit, dass sie noch einmal zwei Nominierungen bei den Grammys bekam. Das Album Fill This House, auf dem der Song enthalten war, brachte ihr außerdem 32 Jahre nach der ersten Nummer-eins-Platzierung in den Album-Gospelcharts zum vierten Mal die Spitzenposition.
Neben den zahlreichen Preisen für ihre Werke erhielt Caesar auch mehrere Auszeichnungen für ihr Lebenswerk. 2016 erhielt sie einen Stern auf dem Hollywood Walk of Fame. Im Jahr darauf bekam sie den Lifetime Grammy.

## Diskografie

### Alben
| Jahr | Titel                                    | Höchstplatzierung, Gesamtwochen, AuszeichnungChartplatzierungen (Jahr, Titel, Platzierungen, Wochen, Auszeichnungen, Anmerkungen) | Höchstplatzierung, Gesamtwochen, AuszeichnungChartplatzierungen (Jahr, Titel, Platzierungen, Wochen, Auszeichnungen, Anmerkungen) | Anmerkungen                                                                |
| Jahr | Titel                                    | US | Gospel | Anmerkungen                                                                |
| ---- | ---------------------------------------- | --- | --- | -------------------------------------------------------------------------- |
| 1977 | First Lady                               | — | — | Platz 36 in den R&B-Charts                                                 |
| 1983 | Jesus I Love Calling Your Name           | — | Gospel2Gospel | Platz 2 war die Position in der ersten Ausgabe der Top Gospel Albums Chart |
| 1984 | Sailin’                                  | — | Gospel1 (81 Wo.)Gospel |                                                                            |
| 1985 | Celebration                              | — | Gospel3 (65 Wo.)Gospel |                                                                            |
| 1987 | Shirley Caesar – Her Very Best           | — | Gospel22 (57 Wo.)Gospel |                                                                            |
| 1988 | Live in Chicago                          | — | Gospel1 (110 Wo.)Gospel |                                                                            |
| 1989 | I Remember Mama                          | — | Gospel2 (86 Wo.)Gospel |                                                                            |
| 1992 | He’s Working It Out for You              | — | Gospel1 (89 Wo.)Gospel |                                                                            |
| 1993 | Stand Still                              | — | Gospel3 (52 Wo.)Gospel |                                                                            |
| 1995 | Shirley Caesar Live … He Will Come       | — | Gospel6 (76 Wo.)Gospel |                                                                            |
| 1995 | Christmasing                             | — | Gospel37 (1 Wo.)Gospel |                                                                            |
| 1997 | A Miracle in Harlem                      | — | Gospel5 (104 Wo.)Gospel |                                                                            |
| 1998 | Christmas with Shirley Caesar            | — | Gospel13 (6 Wo.)Gospel |                                                                            |
| 2000 | You Can Make It                          | — | Gospel7 (41 Wo.)Gospel |                                                                            |
| 2001 | Hymns                                    | — | Gospel4 (31 Wo.)Gospel |                                                                            |
| 2003 | Greatest Gospel Hits                     | — | Gospel4 (40 Wo.)Gospel |                                                                            |
| 2003 | Shirley Caesar and Friends               | — | Gospel6 (33 Wo.)Gospel |                                                                            |
| 2005 | I Know the Truth                         | — | Gospel3 (58 Wo.)Gospel |                                                                            |
| 2007 | After 40 Years … Still Celebrating       | — | Gospel8 (78 Wo.)Gospel |                                                                            |
| 2008 | The Definitive Gospel Collection         | — | Gospel38 (9 Wo.)Gospel |                                                                            |
| 2009 | A City Called Heaven                     | — | Gospel8 (33 Wo.)Gospel |                                                                            |
| 2011 | The Ultimate Collection                  | — | Gospel4 (27 Wo.)Gospel |                                                                            |
| 2011 | Platinum Gospel: Shirley Caesar          | — | Gospel41 (17 Wo.)Gospel |                                                                            |
| 2011 | Giving & Sharing: A Christmas Collection | — | Gospel36 (3 Wo.)Gospel |                                                                            |
| 2013 | Good God                                 | US168 (2 Wo.)US | Gospel4 (51 Wo.)Gospel |                                                                            |
| 2013 | Harvest Gospel                           | — | Gospel14 (36 Wo.)Gospel |                                                                            |
| 2015 | Timeless Gospel Classics – Inspiration   | — | Gospel17 (3 Wo.)Gospel |                                                                            |
| 2016 | Fill This House                          | — | Gospel1 (34 Wo.)Gospel |                                                                            |

### Lieder
| Jahr | Titel weitere Interpreten                                | Höchstplatzierung, Gesamtwochen, AuszeichnungChartplatzierungen (Jahr, Titel, weitere Interpreten, Platzierungen, Wochen, Auszeichnungen, Anmerkungen) | Höchstplatzierung, Gesamtwochen, AuszeichnungChartplatzierungen (Jahr, Titel, weitere Interpreten, Platzierungen, Wochen, Auszeichnungen, Anmerkungen) | Anmerkungen                                                        |
| Jahr | Titel weitere Interpreten                                | US | Gospel | Anmerkungen                                                        |
| ---- | -------------------------------------------------------- | --- | --- | ------------------------------------------------------------------ |
| 1975 | No Charge                                                | US91 (5 Wo.)US | — | Original: Melba Montgomery aufgenommen in die Songs of the Century |
| 2005 | I Know the Truth (Lies)                                  | — | Gospel10 (22 Wo.)Gospel |                                                                    |
| 2008 | Sweeping Through the City                                | — | Gospel26 (8 Wo.)Gospel |                                                                    |
| 2009 | Nobody but Jesus featuring J Moss                        | — | Gospel16 (20 Wo.)Gospel |                                                                    |
| 2010 | Favor                                                    | — | Gospel18 (20 Wo.)Gospel |                                                                    |
| 2013 | God Will Make a Way                                      | — | Gospel3 (40 Wo.)Gospel |                                                                    |
| 2016 | It’s Alright, It’s Ok featuring Anthony Hamilton         | — | Gospel7 (31 Wo.)Gospel |                                                                    |
| 2016 | Hold My Mule featuring Albertina Walker & Milton Brunson | — | Gospel1 (26 Wo.)Gospel |                                                                    |
| 2017 | Fill This House                                          | — | Gospel21 (6 Wo.)Gospel |                                                                    |

### Videoalben
- 1995: Live in Memphis (US: Gold)[2]

## Auszeichnungen
National Heritage Fellowship (1999)
Gospel Music Hall of Fame (2000)
Hollywood Walk of Fame (Recording) (2016)
Grammy Lifetime Achievement Award (2017)
Grammy Awards
- 1972: Best Soul Gospel Performance für Put Your Hand in the Hand of the Man from Galilee
- 1981: Best Soul Gospel Performance, Contemporary für Rejoice
- 1985: 
  - Best Soul Gospel Performance, Female für Sailin’
  - Best Soul Gospel Performance by a Duo or Group für Sailin’ on the Sea of Your Love (mit Al Green)
- 1986: Best Soul Gospel Performance, Female für Martin
- 1993: Best Traditional Soul Gospel Album für He’s Working It Out for You
- 1994: Best Traditional Soul Gospel Album für Stand Still
- 1996: Best Traditional Soul Gospel Album für Shirley Caesar Live – He Will Come
- 1997: Best Gospel Album by a Choir or Chorus für Just a Word von Shirley Caesar’s Outreach Convention Choir
- 2000: Best Traditional Soul Gospel Album für Christmas with Shirley Caesar
- 2001: Best Traditional Soul Gospel Album für You Can Make It